# Teldau
Teldau est une commune allemande de l'arrondissement de Ludwigslust-Parchim, Land de Mecklembourg-Poméranie-Occidentale.

## Géographie
La commune est composée des quartiers d'Amholz, Bandekow, Grabenau, Groß Timkenberg, Gülze, Hinterhagen, Rietut, Schleusenow, Schwabendorf, Soltow, Sprengelshof, Teschenbrügge et Vorderhagen.
Située au nord de la frontière avec la Basse-Saxe, son territoire fait partie du parc naturel de vallée de l'Elbe au Mecklembourg. Ici, la Schaale se jette dans la Sude.
La Bundesstraße 195 traverse la commune de nord au sud.

## Histoire
En 1209, le village porte le nom de Teltowe.
Les anciens quartiers Neu Bleckede, New Wendischthun et Stiepelse (jusqu'en 1973 communes indépendantes de l'arrondissement de Hagenow) rejoignent en juin 1993 l'arrondissement de Lunebourg en Basse-Saxe. Neu Bleckede et Neu Wendischthun sont devenus des quartiers de Bleckede et Stiepelse a fusionné pour créer Amt Neuhaus.

## Source, notes et références
- (de) Cet article est partiellement ou en totalité issu de l’article de Wikipédia en allemand intitulé « Teldau » (voir la liste des auteurs).